# Chamaedorea stolonifera
Chamaedorea stolonifera är en enhjärtbladig växtart som beskrevs av Hermann Wendland och Joseph Dalton Hooker. Chamaedorea stolonifera ingår i släktet Chamaedorea och familjen Arecaceae. Inga underarter finns listade i Catalogue of Life.

## Bildgalleri

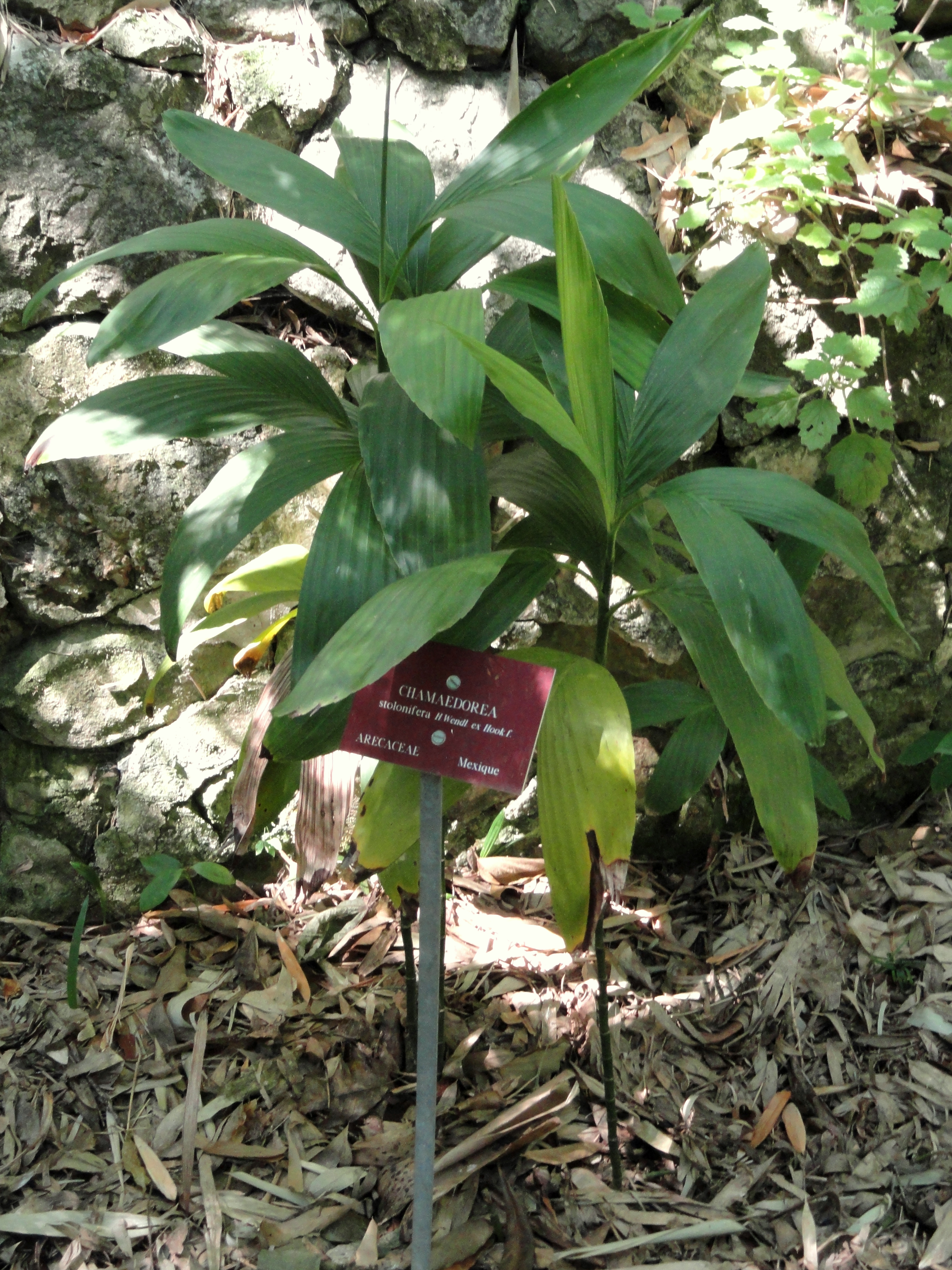